# Induktionshärdning
Induktionshärdning är en typ av värmebehandling där ett metallstycke är uppvärmt med hjälp av induktionsvärme och släckhärdas sedan för att frambringa rätt mekaniska egenskaper. Den släckhärdade metallen genomgår en martensitisk transformation vilket ökar hårdheten och sprödheten. Induktionshärdning används för att härda utvalda områden på en delkomonent eller sammanställning utan att påverka hela produkten.  Exempel på föremål som induktionshärdas är kugghjul.

## Induktionshärdning
Induktionshärdning är en metod för att lokalt öka ythårdheten, utan att påverka kärnhårdheten, som till exempel kan vara ett obehandlat eller seghärdat stål. Detta kan ge fördelar som att delar av detaljen kan lämnas utan härdningsbehandling och därför är lättare att bearbeta. 